# 武漢長江光電
武漢長江光電有限公司，簡稱武漢長江光電，中國兵器裝備集團旗下公司，位於中国湖北省武漢市。

## 历史
是在1966年成立，現任董事長及總經理為曾时雨。主要業務产民用枪瞄准镜、观靶镜、望远镜、光通信元器件、光学元件和DLP、LCOS、3LCD等微显示背投电视机和前投影机投影镜头等系列产品以及具备观、测、瞄一体化功能的反恐产品。

## 外部連結
- 武漢長江光電有限公司